# Le grand restaurant
Le grand restaurant é um filme francês de 1966, dirigido por Jacques Besnard.

## Sinopse
Monsieur Septime dirige com mão de ferro o famoso restaurante Chez Septime, um templo da gastronomia francesa. Mas se, por um lado, trata dos clientes como se fossem reis, por outro inferniza a vida dos empregados. Um dia  um chefe de estado sul-americano é sequestrado no seu restaurante e a vida de Monsieur Septime é completamente abalada.

## Elenco
- Louis de Funès : Monsieur Septime, chefe de um grande restaurante parisiense
- Bernard Blier : Inspetor
- Toty Rodríguez : Sophia, secretária e amante do presidente Novalès
- Venantino Venantini : Enrique, assessor do presidente Novalès
- Noël Roquevert : Ministro do Interior
- Folco Lulli : Presidente Novalès, presidente de um país latino-americano
- Paul Préboist : Barista
- Raoul Delfosse : Marcel, cozinheiro-chefe
- Max Montavon : o violinista e o cliente que declara "Oh, c'est pas cher du tout!"
- Mathias Caccia : o pianista
- Pierre Tornade : Mordomo
- Maurice Risch : Julien
- Jacques Dynam : Garçom
- Guy Grosso : Garçom
- Michel Modo : Petit-Roger, another waiter
- Eugene Deckers : Cúmplice de Novalès
- Olivier de Funès : ajudante de cozinha Louis (sem créditos)